# Malta i olympiska sommarspelen 1936
Malta deltog med 11 deltagare vid de olympiska sommarspelen 1936 i Berlin. Ingen av landets deltagare erövrade någon medalj.